# İlker Avcıbay
İlker Avcıbay (Adana, 1º ottobre 1978) è un ex calciatore turco, di ruolo portiere.